# 大十二面半十二面體
大十二面半十二面體是一種擬正半多面體，由12個五角星面和6個穿過整體幾何中心的十角星面組成，可以視為大截半二十面体經過刻面後的結果，且凸包與大截半二十面体相同，皆為截半十二面體。這個立體最早在1881年由亞伯特·巴杜羅（Albert Badoureau）發現並描述。

## 性質
大十二面半十二面體由18個面、60條邊和30個頂點組成。在其18個面中有12個五角星面和6個十角星面；其中12個五角星面又可以再分成2組，分別以相反的方式相接，在施萊夫利符號中分別記為{5/2}及{5/3}。而當中的6個十角星可以對應到正十二面體，且其數量正好是正十二面體的一半，即6個，因此可以算做一種半多面體。其每個頂點都是2個五角星和2個十角星的公共頂點，其中包含了1個正著接的五角星和1個反著接的五角星，導致其頂點圖變為交叉四邊形，在頂點布局中可以用{10/3, 5/3, 10/3, 5/2}來表示。

### 頂點座標
大十二面半十二面體可以視為大截半二十面体經過刻面後的結果，因此相同邊長且幾何中心位於相同位置之大十二面半十二面體和大截半二十面體頂點座標也會相同。幾何中心位於原點且邊長為單位長的大十二面半十二面體頂點座標為：
{\displaystyle \left(\pm {\frac {{\sqrt {5}}-1}{2}},\,0,\,0\right)}、 {\displaystyle \left(0,\,\pm {\frac {{\sqrt {5}}-1}{2}},\,0\right)}、 {\displaystyle \left(0,\,0,\,\pm {\frac {{\sqrt {5}}-1}{2}}\right)}、{\displaystyle \left(\pm {\frac {{\sqrt {5}}-1}{4}},\,\pm {\frac {1}{2}},\,\pm {\frac {3-{\sqrt {5}}}{4}}\right)}、 {\displaystyle \left(\pm {\frac {1}{2}},\,\pm {\frac {3-{\sqrt {5}}}{4}},\,\pm {\frac {{\sqrt {5}}-1}{4}}\right)}、 {\displaystyle \left(\pm {\frac {3-{\sqrt {5}}}{4}},\,\pm {\frac {{\sqrt {5}}-1}{4}},\,\pm {\frac {1}{2}}\right)}。

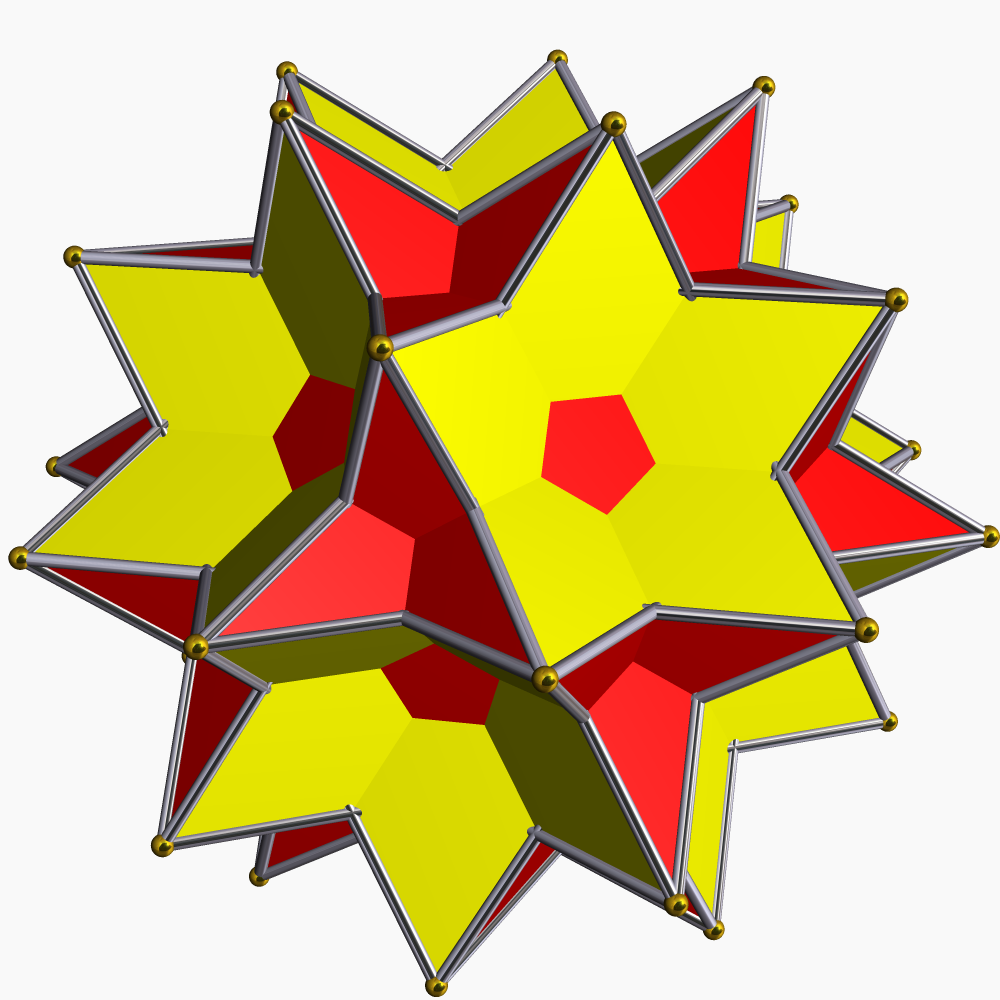
大截半二十面体
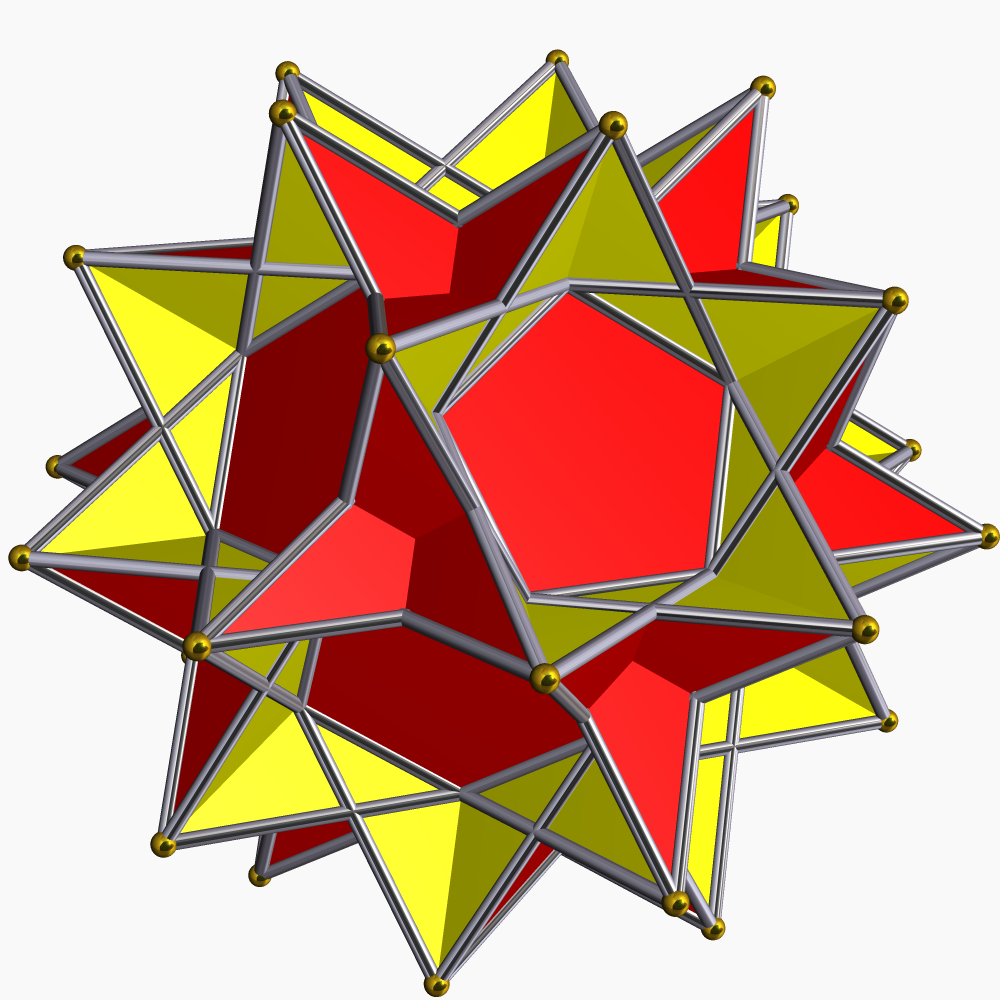
大十二面半十二面體

### 二面角
大十二面半十二面體只有一種二面角，為五角星和十角星的二面角，其值為五平方根倒數的反餘弦值：
{\displaystyle \cos ^{-1}{\frac {\sqrt {5}}{5}}\approx 1.10714872\approx 63.4349488^{\circ }}

## 相關多面體
大十二面半十二面體與大二十面半十二面體及大截半二十面体共用相同的頂點排列方式。其中，大十二面半十二面體與大二十面半十二面體皆具有6個通過整體幾何中心的十角星面。若不通過幾何中心的面是五角星，則這個多面體是大十二面半十二面體；若不通過幾何中心的面是三角形，則這個多面體是大二十面半十二面體。特別地，大十二面半十二面體可以視為是截半的皮特里大二十面體（大二十面體的皮特里對偶）、大二十面半十二面體可以視為是截半的皮特里大星形十二面體（大星形十二面體的皮特里對偶）。

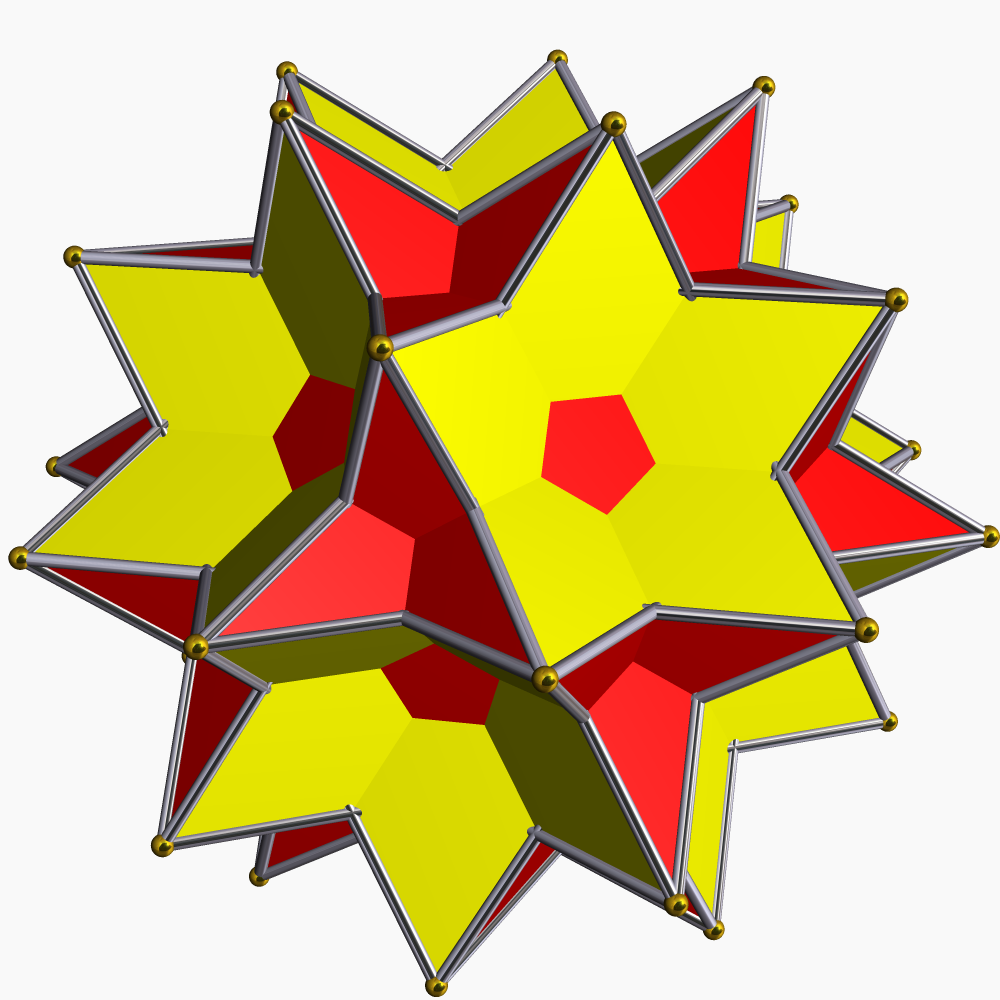
大截半二十面体
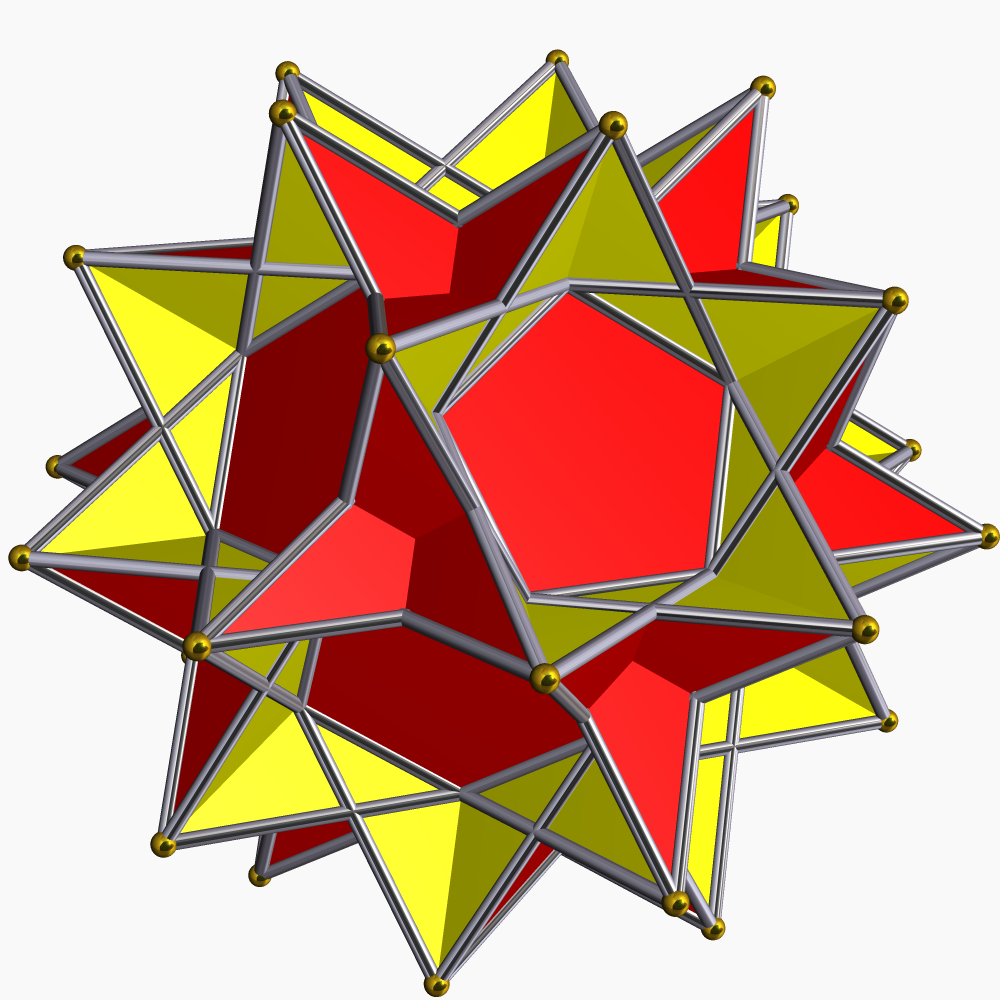
大十二面半十二面體
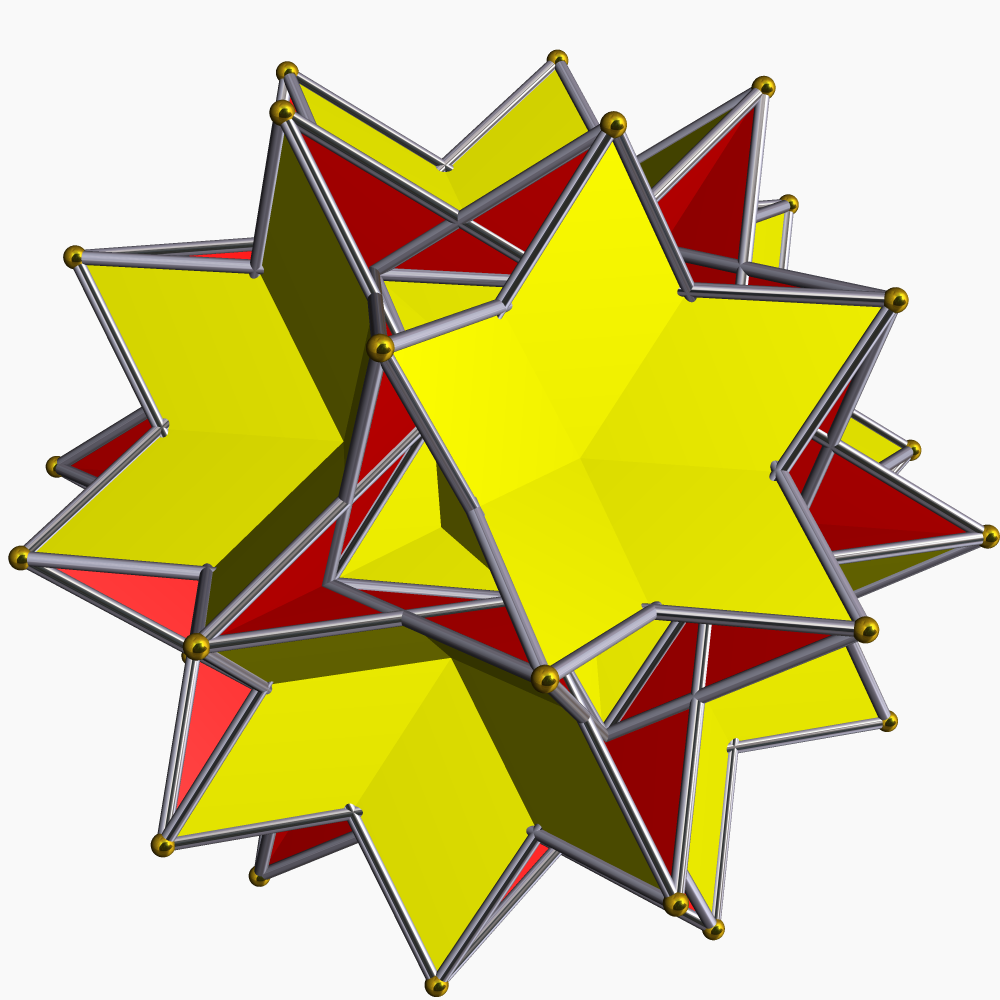
大二十面半十二面體
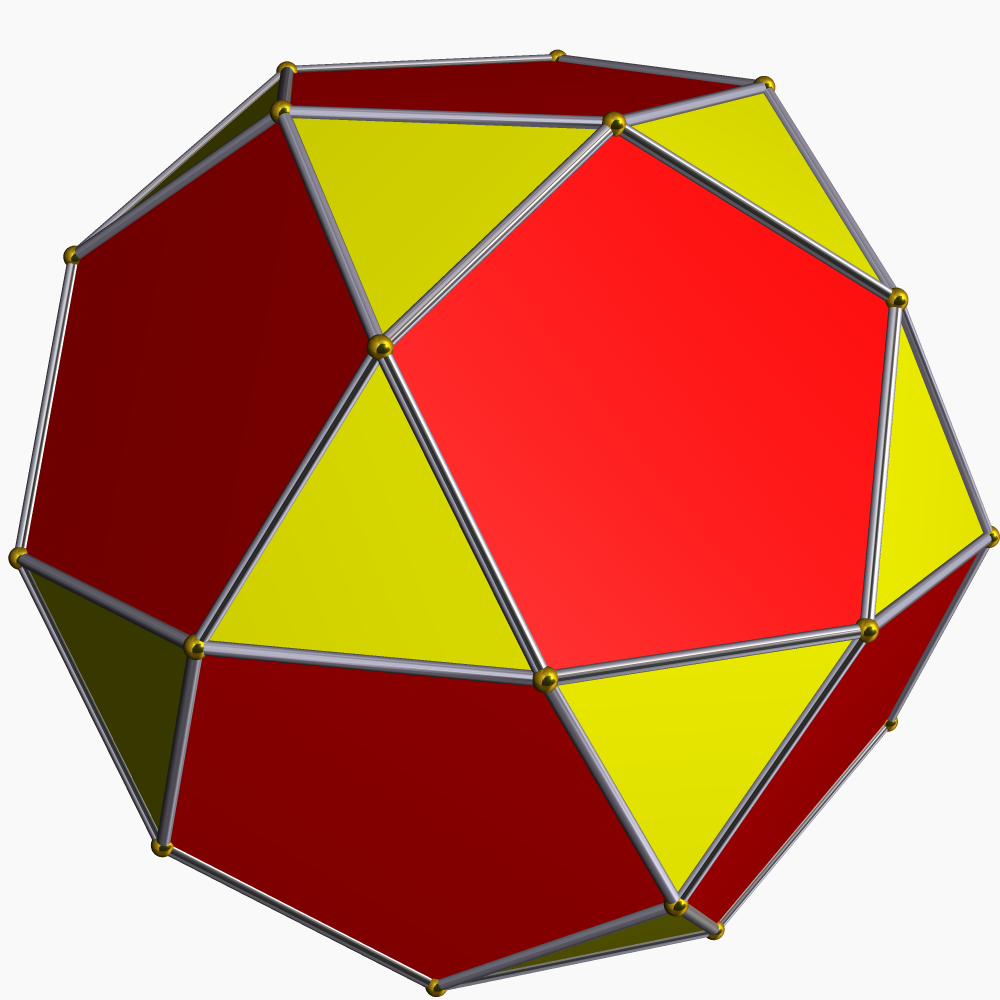
截半二十面体（凸包）

### 皮特里大二十面體
皮特里大二十面體是大二十面體的皮特里對偶，可以透過將原有大二十面體上取皮特里多邊形構成，換句話說，皮特里大二十面體為由大二十面體的皮特里多邊形構成的立體。由於大二十面體的皮特里多邊形為扭歪十角星，因此無法確立其封閉範圍，故無法計算其表面積和體積。

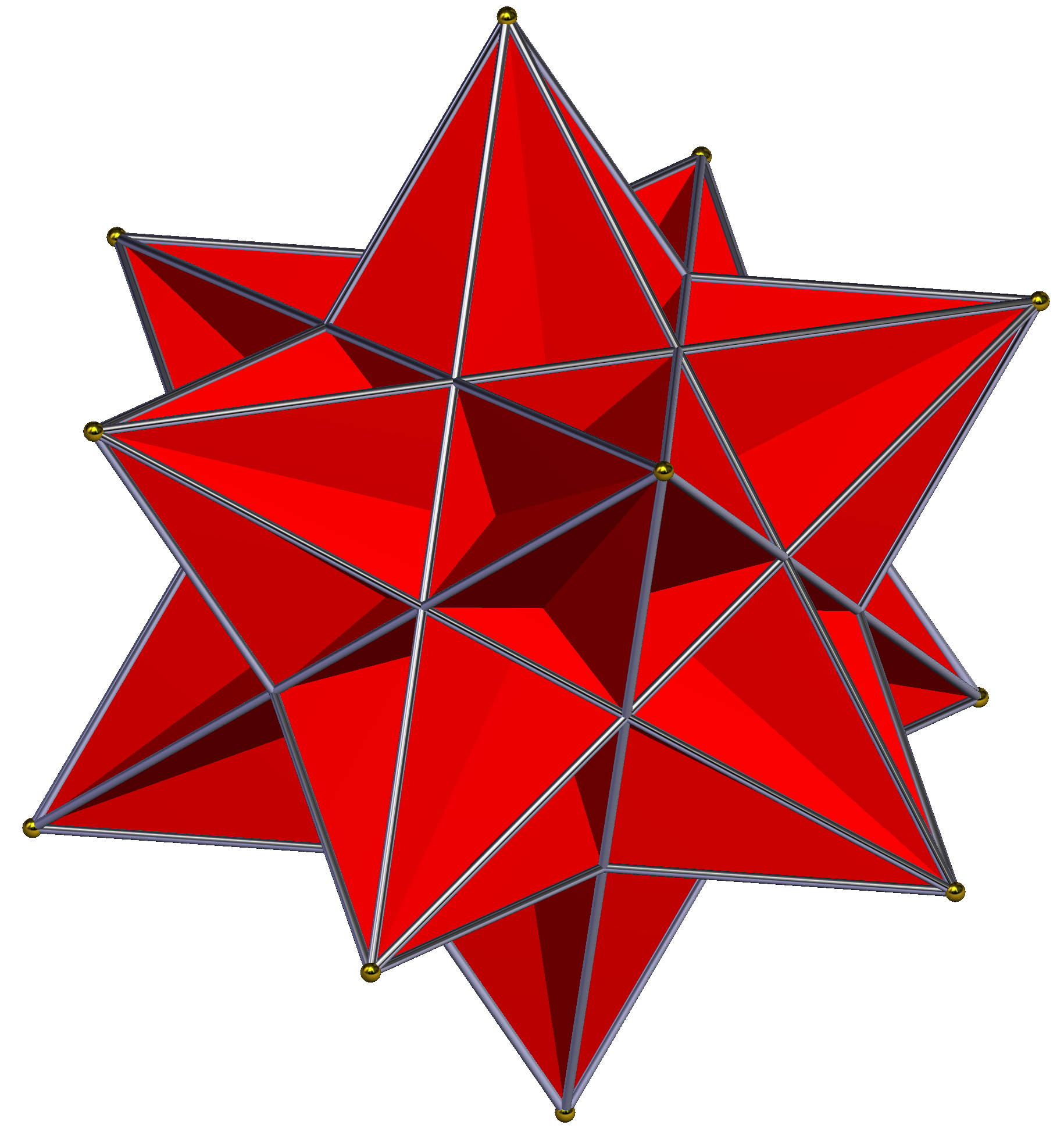
大二十面體
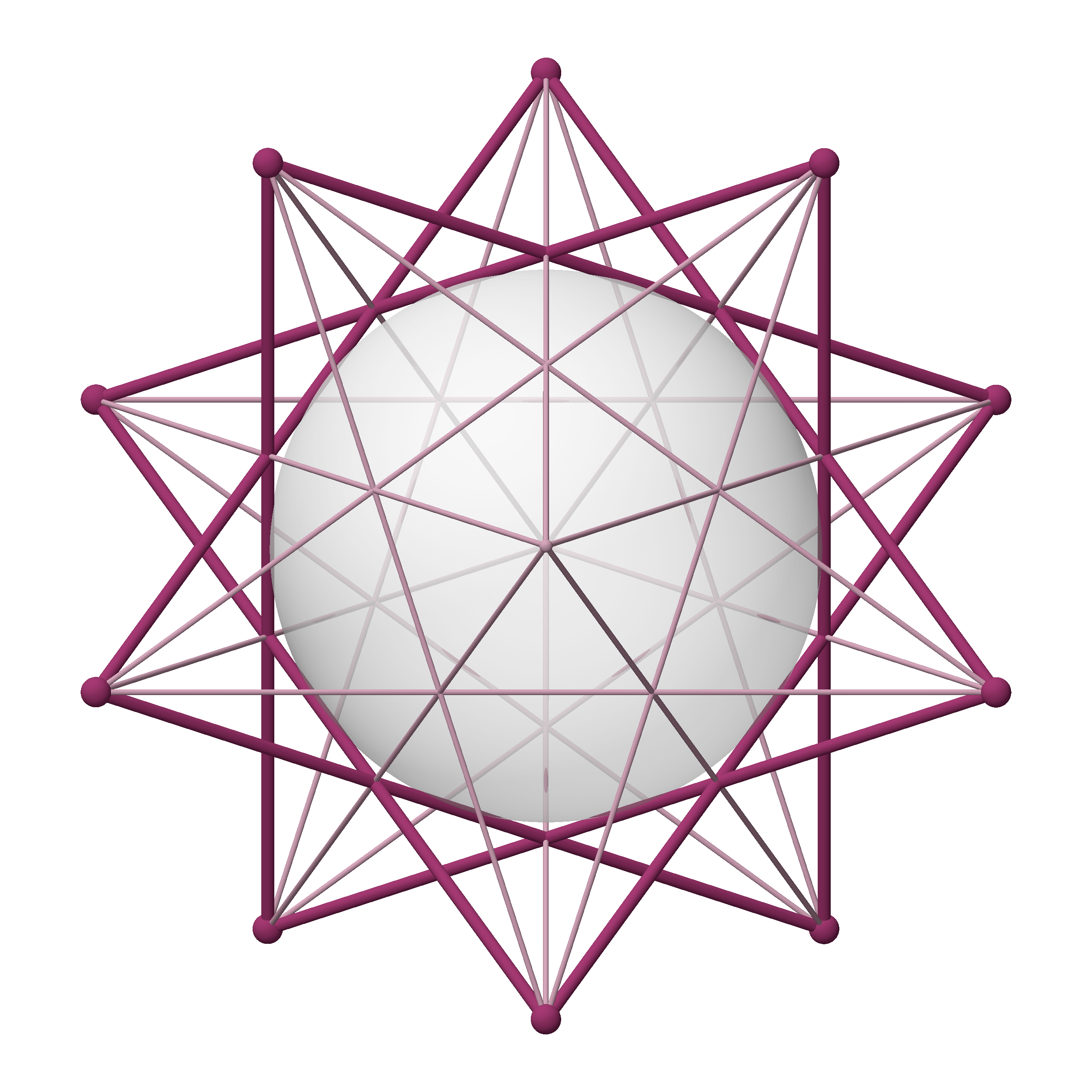
構成皮特里大二十面體的扭歪十角星

大二十面體對應的正則地區圖與正二十面體同構，因此其對應的皮特里對偶在拓樸學上也與皮特里二十面體同構，且對應的骨架圖皆為二十面體圖。
皮特里大星形十二面體、大星形十二面體、大二十面體、皮特里大二十面體的關係如下：
| {\displaystyle \left\{6,\,{\frac {5}{2}}\right\}} 皮特里大十二面體      | {\displaystyle {\ce {<->[\pi]}}} | {\displaystyle \left\{5,\,{\frac {5}{2}}\right\}} 大十二面體     | {\displaystyle {\ce {<->[\delta]}}} | {\displaystyle \left\{{\frac {5}{2}},\,5\right\}} 小星形十二面體 | {\displaystyle {\ce {<->[\pi]}}} | {\displaystyle \left\{6,\,5\right\}} 皮特里小星形十二面體                        |
|                                                                         |                                  |                                                                  |                                     | ↕{\displaystyle \varphi _{2}}                                    |                                  |                                                                                  |
| {\displaystyle \left\{{\frac {10}{3}},\,3\right\}} 皮特里大星形十二面體 | {\displaystyle {\ce {<->[\pi]}}} | {\displaystyle \left\{{\frac {5}{2}},\,3\right\}} 大星形十二面體 | {\displaystyle {\ce {<->[\delta]}}} | {\displaystyle \left\{3,\,{\frac {5}{2}}\right\}} 大二十面體     | {\displaystyle {\ce {<->[\pi]}}} | {\displaystyle \left\{{\frac {10}{3}},\,{\frac {5}{2}}\right\}} 皮特里大二十面體 |

其中，「{\displaystyle {\ce {<->[\pi]}}}」表示互為皮特里對偶；「{\displaystyle {\ce {<->[\delta]}}}」表示互為對偶多面體；「{\displaystyle {\ce {<->[\varphi]}}}」表示互為刻面變換結果。
大十二面半十二面體可以視為是連接皮特里大二十面體每個邊的中點構成的立體。